# Скорушни (струмок)
Скорушни — струмок в Україні, у Верховинському районі Івано-Франківської області, ліва притока Чорного Черемоша (басейн Дунаю).

## Опис
Довжина струмка приблизно 3 км. Формується з багатьох безіменних струмків.

## Розташування
Бере початок на східних схилах гори Скорушни. Тече переважно на північний схід і у селі Зелене впадає у річку Чорний Черемош, ліву притоку Черемоша.